# Cyathula prostrata
Cyathula prostrata, conocida como cucua macho, es una hierba o subarbusto de 0,2 a 0,8(-1,0) m de alto, erecta o procumbente, entrenudos ramificados 2-15 cm de largo, 0,6-3,0 mm de grueso, esparcidamente purulentos con tricomas blanquecinos ascendiendo 0,3-1,5 mm de largo con un tallo angulado o con 4 margas longitudinales.

## Descripción
Hojas  opuestas y decusadas, peciolos 2- 12 mm de  largo, con una margen estrecha continua con la margen laminar, poco puberal; lámina 1,6-8,0 cm de largo, 0,8-4,0 cm de ancho, entre anchamente elíptica a rómbica, margen largo y decurrente en el pecíolo, entre redondeadamente curva y obtusa en la base y obtusa o aguda en el ápice, la lámina car-tácela cuando seca, lisa en ambas superficies, escalarmente estrigilosa encima y debajo con delgados tricornas ascendentes en línea recta de 0,3-1,0 mm de largo, con 3-b pares de venas secundarias principales. Presenta una espiga terminal o axial  solitaria o 3 en un núcleo laminar 5-20(-30) cm de largo, 4-8 mm de ancho, alongándose en el tallo; pedúnculos 2-5 cm de largo, los fascículos florales (glomérulos) en principio son largos y extendidos pero volviéndose separados y reflexivos en el tallo estrecho (l mm) escasamente purulento, los axiomas florales nacen en cortos pedúnculos (0,2 1,0 mm) y se sustentan mediante pequeñas brotes hialinas lanceoladas (l mm), usualmente con flores bisexuales y 2-4 mm de largo, las aristas curvas (encimadas) se desarrollan a medida que el fruto madura, 1-2 mm de largo y usualmente no más largo que el fascículo, con frecuencia más que 20 por fascículo con porciones de periantio, 2-3 mm de largo, compuestas de 5 partes escariosas subigualés.

## Observaciones
Según Magnus Johnson cucua macho, se reconoce por las largas inflorescencias en espigas, con fascículos de flores que llegan a estar separados y reflexos sobre el raquis y el desarrollo de muchas espinas que terminan en gancho en cada una de las flores del fascículo. La estatura pequeña de las plantas, los rallos angulosos, las pequeñas hojas opuestas y el perianto rígido que protege el fruto son también característicos. Maleza de sitios abiertos o sombreados en áreas perturbadas, lechos de ríos y vegetación de sucesiones tempranas en formaciones muy húmedas siempre verdes. La especie (probablemente introducida) tiene un rango discontinuo que va desde México y las cordilleras occidentales hasta Brasil; también se distribuye ampliamente a través  de África central, Asia tropical y Oceanía.

## Usos
Paludismo, fiebre. Formas de Paludismo: no indica la forma de uso de fiebre: se prepara una taza de cucua en la zona afectada, se utilizan la cucua para las mismas enfermedades de purito y de igual forma, aunque se considera más efecriva la cucua hembra para problemas de piel.

## Adicional
En la zonas tropicales también se usa para desinflamar en golpes y caídas.

## Taxonomía
Cyathula prostrata fue descrita por (L.) Blume  y publicado en Bijdragen tot de flora van Nederlandsch Indië 11: 549. 1826.
Variedades
- Cyathula prostrata var. debilis (Poir.) Miq.
- Cyathula prostrata var. lancifolia (Merr.) Backer
- Cyathula prostrata var. pedicellata (C.B.Clarke) Cavaco
- Cyathula prostrata var. stenophylla (Merr.) Kanis

Sinonimia
- Achyranthes alternifolia L.f.
- Achyranthes debilis Poir.
- Achyranthes diffusa Moench
- Achyranthes globosa Pers.
- Achyranthes mollis Lepr. ex Seub.
- Achyranthes prostrata L.
- Achyranthes repens B.Heyne ex Roth
- Cyathula alternifolia Druce
- Cyathula geniculata Lour.
- Cyathula globosa Moq.
- Cyathula repens Moq.
- Desmochaeta globosa Schult.
- Desmochaeta micrantha DC.
- Desmochaeta prostrata (L.) DC.
- Desmochaeta repens Schult.
- Pupalia prostrata (L.) Mart.[6]